# 蓉港高速动车组列车
蓉港高速動車組列車是中國鐵路運行於四川省成都市成都東站站至香港特別行政區香港西九龍站間的高速動車組列車。

## 历史
- 2023年7月1日，全國鐵路調整運行圖，G2963/2964次列车由深圳北站延长至香港西九龙站终到，成为「蓉港高速动车组列车」[1]。
- 2023年10月11日，因贵广高铁达速300km/h运营，G2963/2964次运行时长压缩近两个小时[2]。
- 2023年10月26日起，G2963次使用列车由原来的和諧號CRH380A型电力动车组变更为复兴号CR400AF-Z型智能动车组运行，G2964次因列车交路于次日（27日）起变更列车运行[3][4]。

## 使用列车
本對列車現使用配屬成都局集團成都東動車運用所的CR400AF-Z，重聯運行。

## 車體交路
出庫→成都東開G2963至香港西九龍→香港西九龍開G5616至深圳北→深圳北開G6342至汕尾→汕尾站過夜→汕尾開G6343至深圳北→深圳北開5615至香港西九龍→香港西九龍開G2964至成都東→回庫。

## 外部連結
- 香港高速鐵路長途列車行車時間表 （页面存档备份，存于）（包含G2963、G2964）